# Силва, Габриэл (футболист, 2002)
Габриэл Силва Виейра (порт. Gabriel Silva Vieira; родился 22 марта 2002, Рибейран-Прету, штат Сан-Паулу) — бразильский футболист, нападающий клуба «Санта-Клара».

## Биография
Уроженец Рибейран-Прету, Габриэл Силва начал тренироваться в футбольной академии «Палмейраса» в возрасте 13 лет. В июле 2020 года подписал профессиональный контракт с клубом до 2025 года. 23 августа 2020 года дебютировал в основном составе «зёлено-белых» в матче бразильской Серии A против «Сантоса», выйдя на замену Луису Адриано.
Выступал за сборные Бразилии до 15 и до 17 лет.

## Титулы и достижения
- Чемпион штата Сан-Паулу (1): 2020 (не играл)
- Чемпион Кубка Бразилии (1): 2020
- Обладатель Кубка Либертадорес (1): 2020